# Daniela Calvetti
Pour les articles homonymes, voir Calvetti.
Daniela Calvetti est une mathématicienne et universitaire italo-américaine dont le travail concerne le calcul scientifique et relie les statistiques bayésiennes à l'analyse numérique. Elle est professeure de mathématiques James Wood Williamson à l'université Case Western Reserve.

## Formation et carrière
Calvetti obtient un laurea en mathématiques à l'université de Bologne en 1980. Elle poursuit ses études à l'université de Caroline du Nord à Chapel Hill, où elle réalise une maîtrise en mathématiques en 1985 et obtient son doctorat en 1989, avec une thèse intitulée A Stochastic Round Off Error Analysis for the Fast Fourier Transform, supervisée par Jon Wright Tolle,.
Elle occupe des postes d'enseignante à l'université d'État de Caroline du Nord, à l'université d'État du Colorado à Pueblo et à l'Institut de technologie Stevens, puis est nommée en 1997 à l'université Case Western Reserve. Elle est titulaire de la chaire James Wood Williamson depuis 2013.

## Travaux de recherche
Elle s'est intéressée à l'itération d'Arnoldi, notamment l'Implicitly restarted Arnoldi method (IRAM) et à l'algorithme de Lanczos. Elle a également apporté des contributions à l'interpolation polynomiale. Ses recherches en calcul scientifique relient les statistiques bayésiennes à l'analyse numérique.

## Publications
Avec Erkki Somersalo, Calvetti est la co-auteure de deux livres, Introduction to Bayesian Scientific Computing: Ten Lectures on Subjective Computing (2007) et Computational Mathematical Modeling: An Integrated Approach Across Scales (2013).